# Golden Grove (Gujana)
Golden Grove – miasto w północnej Gujanie, w regionie Wyspy Essequibo-Zachodnia Demerara. Według danych szacunkowych na rok 2002 liczy około 10,7 tys. mieszkańców.